# Bohdana Durda
Bohdana Yosypivna Durda (en ucraniano: Богдана Йосипівна Ду́рда; Búchach, Unión Soviética, 24 de mayo de 1940) es una artista, escritora, poetisa y compositora ucraniana, así como una exingeniera de diseño. Su obra de arte incluye retratos, paisajes y bodegones. Ha ilustrado libros infantiles y ha escrito letras para más de 100 canciones.

## Biografía
Bohdana Durda nació en el Óblast de Ternópil de Ucrania Occidental en 1940. En 1965, se graduó del Politécnico de Leópolis y, en 1991, de la Universidad de Artes por Correspondencia de Moscú.
Desde 1965 hasta 1996, Durda trabajó como ingeniero de diseño en la planta combinada de Ternópil, una planta química en Donetsk. 
Durda participó en el festival ucraniano de canciones de autor «Oberig-93» celebrado en Lutsk. Ha escrito letras para más de 100 canciones. Se ha centrado en su trabajo creativo desde 1996, incluyendo retratos, paisajes y bodegones, pero ha participado en exposiciones de arte desde 1979. Ha tenido exposiciones individuales en Ternópil en 1997, 2003 y 2007, y en Buchach en 2006.

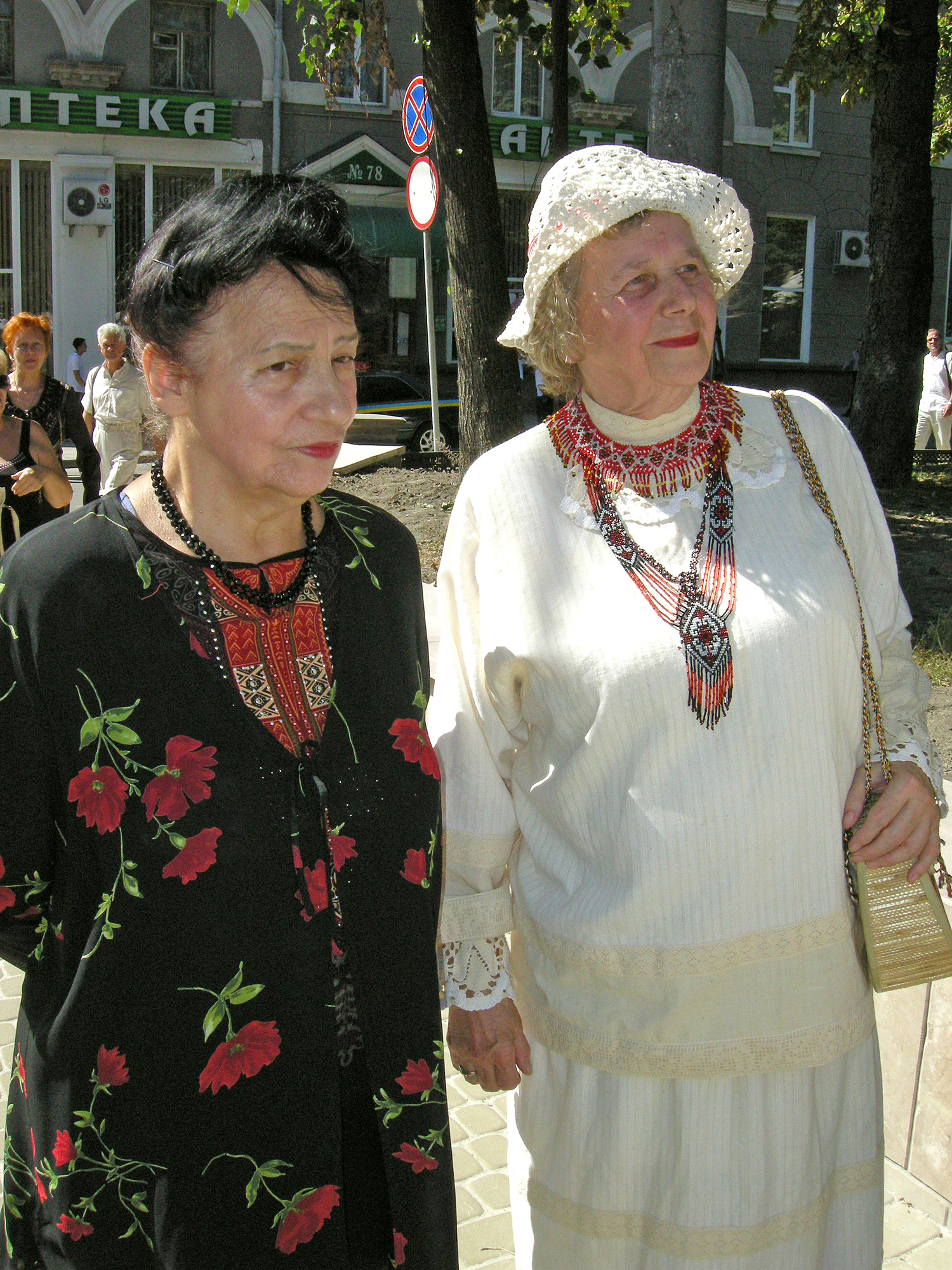
Escritoras de Ternópil Bohdana Durda (izquierda) y Marta Chopyk en 2010

Desde 2003, ha estado enseñando en la Escuela Secundaria Ternópil No. 24 y en «Malvy», un centro de arte y cultura. Creó ilustraciones para el libro infantil de Marta Chopyk, А що бачать очка (¿Qué ves como un punto?), así como para sus propios libros publicados en Ternópil: На грані: Вірші, пісні (Al borde: poemas, canciones, 2001), Ріка життя: вірші, поезія (Río de la vida: poemas, poesía, (2003), y Лабіринти долі (Laberintos del destino, 2006).

## Obras de arte
- Квіти (Flores, 1991)
- Старий парк (Parque Viejo, 1994)
- Польові квіти (Flores silvestres, 1995)
- К Білокур (K Bilokur, 1996)
- Над греблею (Sobre la presa, 1998)
- Після концерту (С Крушельницька) (Después del concierto (S Krushelnytska), 2000)
- М Башкирцева (M Bashkirtseva) (2002)
- Осінь (Otoño, 2003)